# Лысенко, Иосиф Григорьевич
Иосиф Григорьевич Лысенко (1906 — 1941) — третий (по идеологии) секретарь центрального комитета КП(б)У.

## Биография
С 1926 член РКП(б). До 1939 заместитель заведующего Отделом агитации и пропаганды ЦК КП(б) УССР, затем до мая 1940 заведующий. С 17 мая до своей пропажи член ЦК КП(б) УССР, секретарь ЦК КП(б) УССР по пропаганде и агитации, член Организационного бюро ЦК КП(б) УССР. В 1941 пропал без вести.